# Трекингостойкость
Трекингостойкость — один из показателей диэлектрика сопротивляться электрическому разрушению. Трекингостойкость показывает, насколько диэлектрик сопротивляется образованию проводящих треков (дорожек), которые образуются при воздействии электрических токов дуговых разрядов, протекании электрического тока через образовавшуюся росу или туман. Данная характеристика важна для выбора материалов для электроизоляции и монтажа электрооборудования, установленных на улице, а также в помещениях с высокой влажностью.
Термин используется в ГОСТ по взрывозащищённости ГОСТ 30852.10-2002 «Искробезопасная электрическая цепь i», а так же в ГОСТ Р 52082
Сравнительный индекс трекингостойкости равен максимальному напряжению, при котором материал выдерживает воздействие 50 капель воды или другого электролита без образования треков.